# Desa Cieurih (administrativ by i Indonesien, lat -6,95, long 108,67)
Desa Cieurih är en administrativ by i Indonesien.   Den ligger i provinsen Jawa Barat, i den västra delen av landet, 220 km öster om huvudstaden Jakarta.